# Abadía de Fleury
La abadía de Fleury (del francés: Abbaye de Saint-Benoît-sur-Loire) es una abadía medieval de Francia localizada sobre el río Loira no lejos de Sully, en la diócesis de Orleans.
El fundador de esta abadía fue Leodebod, abad de San Arriano, más adelante, obispo de Orleans, en los primeros años del reinado de Clodoveo II (638, 657). Según leyenda, el primer abad del convento, Mummolus, mandó a Nursia al monje Aigulfo para que buscase entre las ruinas el cuerpo de san Benito de Nursia y se lo trajese. Aigulfo lo descubrió, así como el cuerpo de santa Escolástica. Trasladó el cuerpo de Benito a Fleury y el de Escolástica a los habitantes de Mans (Cenomanenses) en 653, según Optato, abad del monte Casino (f. en 760).[cita requerida]

## Historia

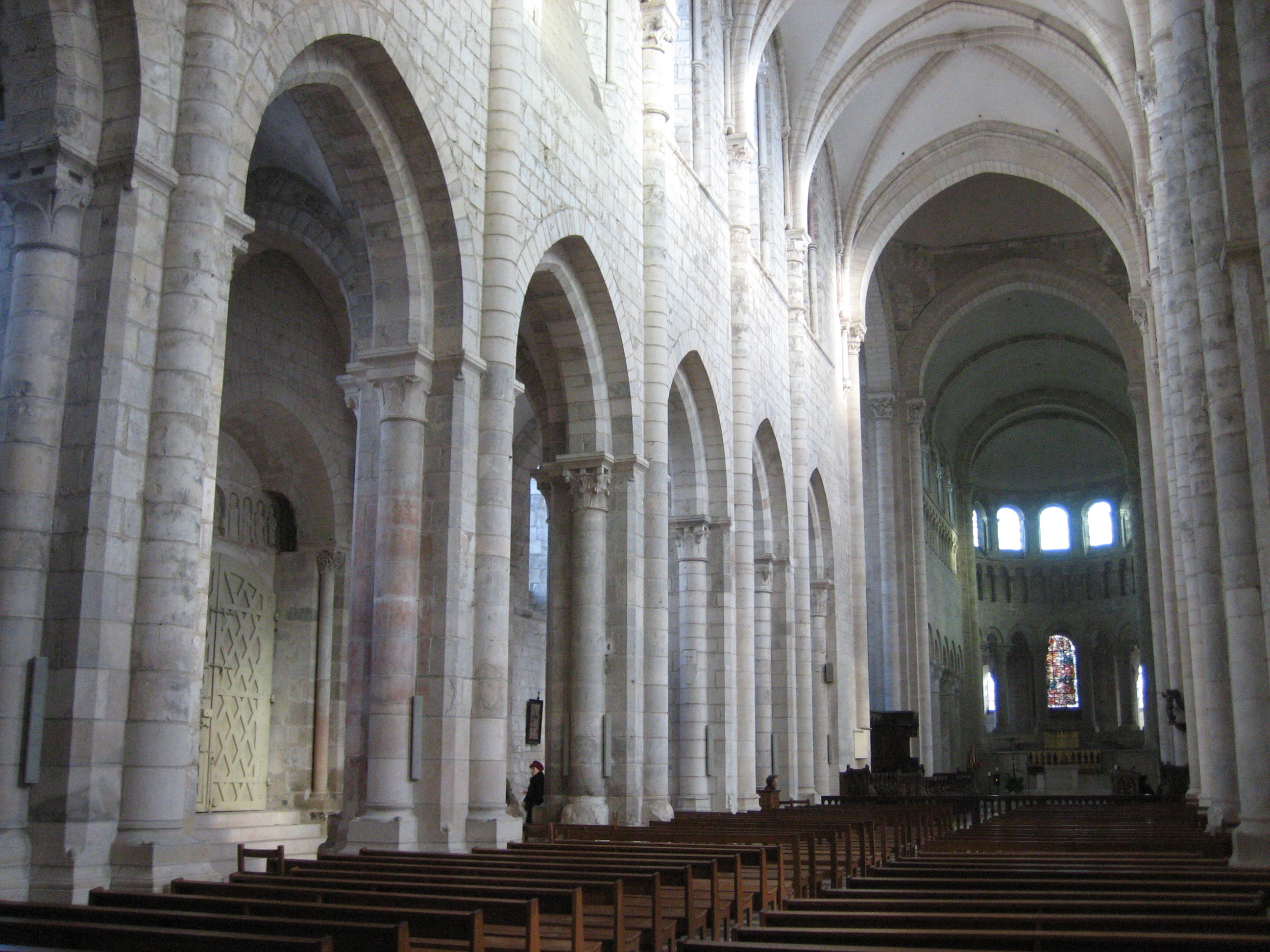
Interior de la abadía

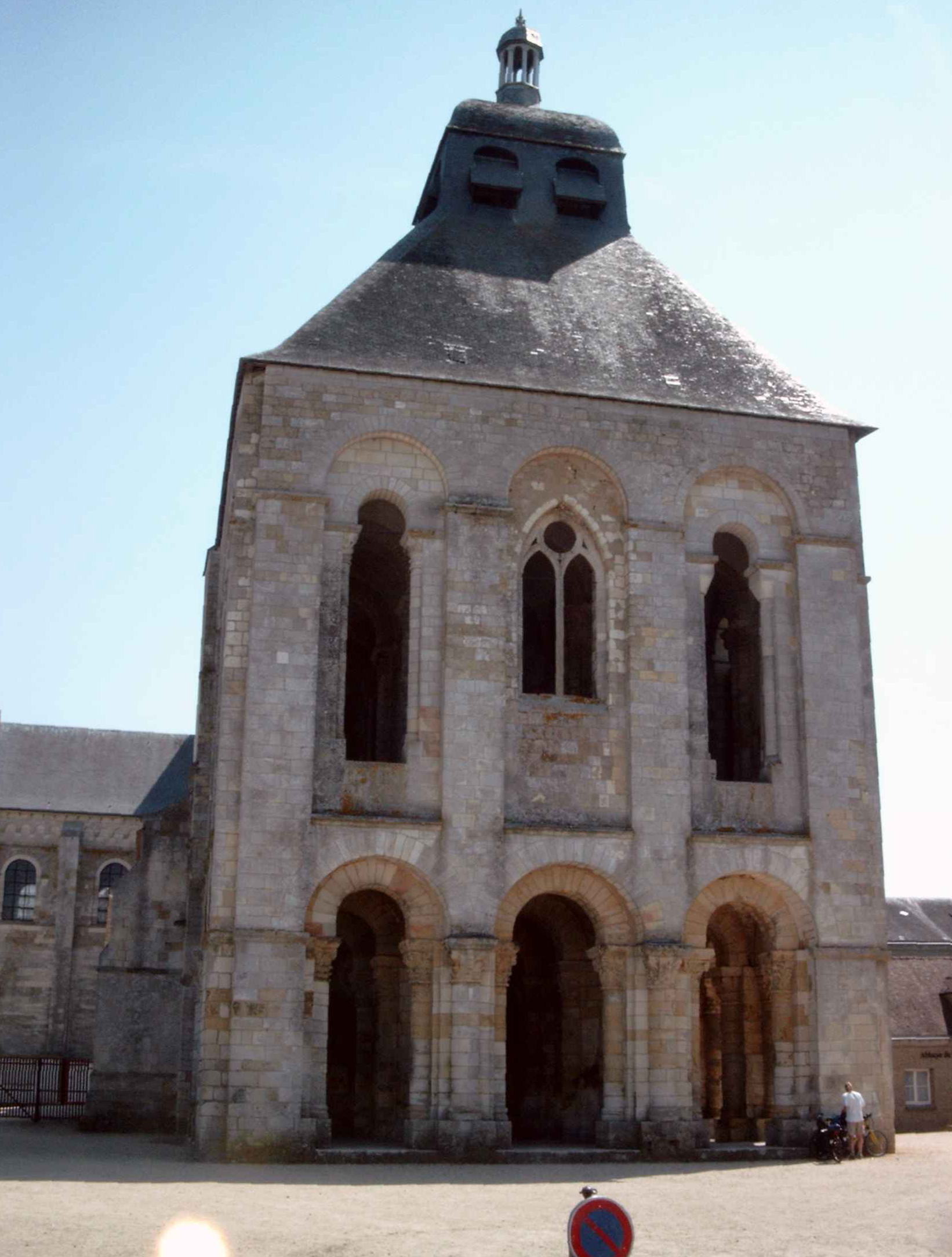
Campanario truncado

Fleury llegó a ser por la posesión de las reliquias del Patriarca de los monjes de Occidente, como dijo el papa León VII en una carta dirigida al abad Odón, la cabeza y la capital de todos los conventos. Este santuario atrajo hasta el tiempo de la reforma millares de peregrinos que concurrían anualmente de todos los puntos de Francia y de Europa; los papas y los reyes lo colmaron de privilegios, de inmunidades y de dones; llegó a ser en manos de los benedictinos un foco de ciencia y de piedad. El rey Clotario III hizo donación al convento del dominio de Sacerge, Caputcervium y en las actas de la asamblea de Aix-la Chapelle de 817, Fleury se halla nombrado a la cabeza de los principales conventos de Francia, obligados a ofrecer presentes al Emperador y a contribuir al servicio de la guerra. Más adelante Carlos el Calvo se mostró muy liberal hacia el monasterio.
En 865 los normandos quemaron el convento, del cual se habían retirado los monjes, llevándose las reliquias de San Benito. En 878 los ávidos conquistadores volvieron a presentarse, pero fueron derrotados por el valiente abad Hugo. Aparecieron por tercera vez en 909. Esta vez su duque, Reinaldo, estableció su cuartel general en el mismo dormitorio de los monjes, pero san Benito se le apareció por la noche y le anunció su próximo fin. Desde este momento los normandos concibieron un gran respeto por san Benito y el mismo Rollo, aunque pagano todavía, perdonó la abadía de Fleury.
A pesar de estos acontecimientos tan poco favorables a la disciplina, esta permaneció vigente basta principios del siglo X; pero hacia 930 había caído completamente en decadencia como en los demás conventos de Francia. Afligido de la caída profunda del santuario de San Benito, el conde Elisiardo pidió el convento para restablecer en él el orden; lo obtuvo del rey Rodolfo (Raoul), y se encaminó a él acompañado de dos condes, de dos Obispos y del célebre abad de Cluny, Odón de Cluny (san Odón). Cuando el cortejo se acercó a Fleury, los monjes tomaron las armas y en tanto que unos defendían la entrada del convento, otros subieron a los tejados y lanzaron piedras sobre el conde y la comitiva, resueltos a oponerse a la entrada de un abad extraño en su casa. Después de tres días de conferencias inútiles, una resolución súbita y de Odón doblegó el obstinado orgullo de los monjes. Contra el parecer de sus compaisanos, Odón se adelantó solo a caballo y pidió atrevidamente la entrada en el convento. A la vista del santo los monjes, se arrojaron contritos a sus pies. Odón permaneció algún tiempo en Fleury, hizo entrar todo en orden, abolió las propiedades particulares de los monjes, restableció la comida de vigilia, renovó la antigua disciplina y vio multiplicarse el número de religiosos a los cuales se juntaron canónigos y obispos, que renunciaron a sus dignidades para abrazar la vida severa del convento. Por lo demás, Fleury no fue puesto bajo la dependencia de Cluny.
La abadía se hizo así más floreciente que nunca y la fama se elevó más alta que profunda había sido su caída. Suministró con frecuencia a los otros conventos, monjes encargados de reformarlos y estableció muchas colonias afiliadas. La congregación cantó en su seno hombres de todas países, españoles, alemanes, como por ejemplo, Dietrich Heresfeld, autor de la relación de la traslación del cuerpo de san Benito de Orleans a Fleury, Los usos de la abadía, redactados hacia el año 1000, suministran datos importantes y de interés. Ahí se ve cuan benéfico era este monasterio para los pobres, de los cuales alimentaba un centenar el Jueves Santo, el día de Pentecostés y en otras épocas del año; desde la más remota antigüedad había habido al lado de la iglesia de la abadía un hospital para los pobres.

## Monjes destacados y su obra
La abadía de Fleury se reanimó igualmente de una manera especial desde la retirada de Odon. De allí salió uno de los mayores sabios de la época, Abón de Fleury, que ocupó en el siglo X, con Remy de Auxerre, Hucbald, monje de Elnom, Frodoardo, Gerberto y Fulberto de Chartres, uno de los primeros puestos entre los restauradores de la ciencia. Entre sus numerosos discípulos de Francia y del extranjero, Abón distinguía sobre todo a san Osvaldo, obispo de Worcester, que ayudó poderosamente a Dunstan a reformar la Iglesia de Inglaterra; otro Cooperador de Dunstan Ethelvatdo, el venerable Obispo de Winchester, envió una misión a Fleury para tomar datos sobre la disciplina que allí reinaba, y Dunstan mismo se sirvió de las observancias de Fleury en sus Concordias. Su predecesor, el Arzobispo Odón, no había querido aceptar la dirección de su diócesis antes de haber tomado la costumbre de la congregación de Fleury. Abón también tuvo que dirigirse a Inglaterra a invitación del Obispo Oswaldo y enseñó allí en el convento de Ramsay de 985 a 987; Abón tenía gran cuidado de recomendar a sus monjes el estudio y la copia de manuscritos como medios especiales y eficaces contra las tentaciones.
Entre los discípulos de Abón se distinguieron en el convento de Fleury:
- Aimon, autor de Gesta Francorum, de una vida muy interesante de su maestro Abón y de cuatro libros de los milagros de San Benito
- el monje Constantino, con el cual el célebre Gerberto, más adelante el Papa Silvestre II, estuvo en correspondencia, a quien llamaba un noble y sabio profesor, invitándole a que fuese a su lado, y le llevase libros de Fleury.
- los monjes Gerardo, Vital, Tortarius, Gausberto, etc.

Además de las obras de Abón, se deben en el curso del siglo XI varios libros a monjes de Fleury, por ejemplo, al monje Isembardo un tratadito sobre la invención del cuerpo de san Yodoc; al monje Helgaldus, la vida del Rey Roberto (f en 1031) y varias crónicas e historias a otros religiosos del convento como puede verse en J. A. Boreo, en Bouquet y en la Historia literaria de Francia.
La escuela de Fleury gozó de gran consideración durante toda la Edad Media, y hasta después de la mitad del siglo XVI. Se vieron allí con frecuencia 5.000 estudiantes reunidos, de los cuales cada uno debía pagar los gastos de sus estudios en cuanto fuera posible por medio de dos manuscritos. Del mismo modo, todos los conventos dependientes de Fleury, debían contribuir anualmente al mantenimiento de la biblioteca. Así es como se formó un inmenso tesoro de manuscritos y libros preciosos, con los cuales más tarde no supieron hacer cosa mejor los hugonotes que desgarrarlos, diseminarlos y destruirlos en nombre de la pura luz del Evangelio. Otro tanto hicieron con los templos católicos y con los santuarios más venerados del país y Fleury debió tenerse por muy dichoso de que en su rabia devastadora, que se ensañaba contra las reliquias perdonasen el cuerpo de San Benito y no destruyesen el convento que le estaba consagrado, después de haber saqueado en varias ocasiones los preciosos tesoros que la piedad de las naciones había acumulado allí hacia siglos.
Los monjes de Fleury acabaron por asociarse a la congregación de San Mauro.